# Tiina Nopola
Tiina Nopola (Helsinki, 1955. szeptember 5. –) finn írónő.

## Élete
1955-ben született Helsinkiben. Tamperében nőtt fel, később a Helsinki Városházán dolgozott, majd óvodai alkalmazott volt. 1994-től kezdve szenteli teljes idejét az írásnak.

## Művei
- Siiri ja kolme Ottoa (2002)
- Siiri ja yläkerran Onni (2003)
- Siiri ja sotkuinen Kerttu (2004)
- Siiri ja kamala possu (2005)
- Siiri ja hurja Hunskeli (2008)

### Testvérével,Sinikka Nopolávalközösen írt művei
- Heinähattu ja Vilttitossu, 1989–2006 (képeskönyvsorozat)
- Heinähattu ja Vilttitossu, 1994 (színdarab)
- Kieslowskin niska, 1995 (rádiójáték)
- Risto Räppääjä, 1997–2010 (képeskönyv)
- Rauhallinen Erkki, 2001 (képeskönyv)
- Risto Räppääjä ja Nuudelipää, 2002 (zenés színdarab)
- Risto Räppääjä ja pakastaja-Elvi, 2002 (musical és CD)
- Päivi ja Irmeli Mukkulassa, 2002 (rádiójáték)
- Heinähattu, Vilttitossu ja suuri pamaus, 2002 (gyermekopera és CD)
- Heinähattu, Vilttitossu ja Rubensin veljekset, 2003 (színdarab)
- Heinähattu, Vilttitossu ja Littoisten riiviö, 2004 (színdarab)
- Päivi ja Irmeli kohtaavat Jorma Ollilan, 2004 (rádiójáték)
- Risto Räppääjä (rajzfilmsorozat)
- Simo ja Sonja eli kadonnut Kerala, 2009

## Magyarul
- Sinikka Nopola–Tiina Nopola: Sáskalapka és Szőrmamuszka világgá megy; ford. Szőcs Ráchel; Cerkabella, Szentendre, 2007
- Sinikka Nopola–Tiina Nopola: Ütött az óra, Risto Rapper!; ford. Kovács Ottilia; Cerkabella, Szentendre, 2012
- Sinikka Nopola–Tiina Nopola: Risto Rapper és a rettenetes kolbász; ford. Kovács Ottilia; Cerkabella, Szentendre, 2013
- Sinikka Nopola–Tiina Nopola: Risto Rapper és Spagettifej; ford. Kovács Ottilia; Cerkabella, Szentendre, 2013
- Sári gólt lő; szöveg Tiina Nopola, ill. Mervi Lindman, ford. Kovács Ottilia; Kolibri, Bp., 2014
- Sári és a három Ottó; szöveg Tiina Nopola, ill. Mervi Lindman, ford. Kovács Ottilia; Kolibri, Bp., 2014

## Sinikka Nopolával közösen kapott díjai
- Arvid Lydecken-díj, 1991
- Topelius-díj, 1992 (jelölés)
- Suomen Kirjailijaliiton Tirlittan, 1994
- Finlandia Junior-díj, 2001 (jelölés)
- Lasten LukuVarkaus, 2001, 2002, 2003 (jelölés)
- Suomen Nuorisokirjallisuuden instituutin Onnimanni, 2002
- Pirkanmaan Plättä, 2002, 2004, 2006
- Vuoden Valopilkku, 2002
- Anni Swan-medál, 2003

## Heinähattu ja Vilttitossu
Heinähattu ja Vilttitossu című 12 részes sorozatuk első darabja magyarul is megjelent, Sáskalapka és szőrmamuszka világgá megy címmel. 2007-ben adta ki a Cerkabella gyerekkönyvkiadó, fordította Szőcs Ráchel. A Nopola-nővérek állítása szerint Sáskalapka és Szőrmamuszka alakját saját gyermekkori élményeik alapján hozták létre, bár a történetek nagy része a fantáziájuk szüleménye. A művek írásakor Sinikka gyakran Sáskalapka szerepébe bújik, Tiina pedig Szőrmamuszkáéba. A sorozat minden részét Markus Majaluoma illusztrálta.
A könyv főszereplője két kislány, Sáskalapka és Szőrmamuszka, akik megunják az otthoni unalmas életet és a furcsa gyógynövényekből készült ételeket, és elszöknek. Mindenféle kalandokba keverednek: találkoznak az Alibullen-nővérekkel, Elvis Starával, kávét isznak, menekülnek a rendőrök elől, de végül rájönnek, hogy mégiscsak otthon a legjobb.